# Regiones de Somalia Sudoccidental

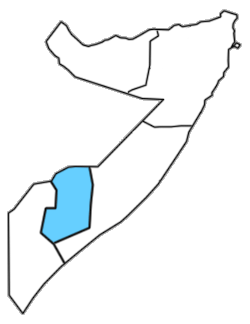
Regiones de Somalia Occidental.

Las regiones (gobolka) de Somalia Sudoccidental son: (capitales en paréntesis):
- Bakool (Oddur)
- Bay (Baidoa)
- Gedo (Garbahaarey)
- Jubbada Dhexe (Bu'aale)
- Jubbada Hoose (Kismaayo)
- Shabeellaha Hoose (Merca)

- Datos: Q6104014